# ایرورک
ایرورک (به انگلیسی: Airwork) یک شرکت هواپیمایی است که در تاریخ ۱۹۳۶ میلادی تأسیس شده است. دفتر مرکزی ایرورک در آوکلند، نیوزیلند واقع شده‌است.